# 吕斯 (孚日省)
吕斯（法語：Lusse，法語發音：[lys] ⓘ）是法国大東部大區孚日省的一个市镇，属于孚日圣迪耶区。

## 地理
吕斯（48°17'32"N, 7°6'11"E）面积19.49 平方千米，位于法国大東部大區孚日省，该省份为法国东北部内陆省份，北起默兹省和默尔特-摩泽尔省，西接上马恩省，南至上索恩省和贝尔福地区省，东临上莱茵省和下莱茵省。
与吕斯接壤的市镇（或旧市镇、城区）包括：圣克鲁瓦欧米讷、勒伯莱、孔布里蒙、弗拉佩勒、莱瑟、吕比讷、普罗旺谢尔和科尔鲁瓦、维桑巴。

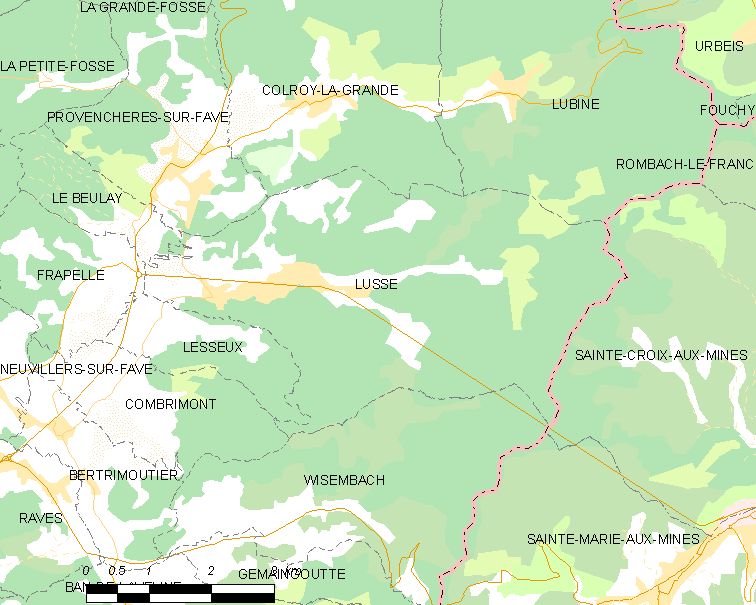
的OSM定位图

吕斯的时区为UTC+01:00、UTC+02:00（夏令时）。

## 行政
吕斯的邮政编码为88490，INSEE市镇编码为88276。

## 政治
吕斯所属的省级选区为孚日圣迪耶第二县。

## 人口

1962-2008年间人口变化图示

吕斯于2022年1月1日时的人口数量为361人。